# Pogon ferrugineus
Pogon ferrugineus är en insektsart som beskrevs av Melichar. Pogon ferrugineus ingår i släktet Pogon och familjen hornstritar. Inga underarter finns listade i Catalogue of Life.